# カスルバー
カスルバー (Castlebar) は、アイルランド・コノート地方メイヨー県のカウンティ・タウン（県都）。メイヨー県の中心に位置し、人口最大のタウンである。

## 歴史
1990年代後半に人口が急増し、わずか6年間に3分の1も増加した。近年、人口増加にかげりが見られている。経済は第一次サービス産業を基本としている。
2011年の国勢調査によると、アーバンエリアの人口は10,826人であった。

## 姉妹都市
- イタリア アンコーナ
- フランス オーレー
- 北アイルランド バリミーナ
- アメリカ合衆国 ディクソン (イリノイ州)
- ドイツ ヘーヒシュタット・アン・デア・アイシュ
- アメリカ合衆国 ピークスキル (ニューヨーク州)